# 4 janvier en sport
4 décembre 4 février
Chronologies thématiques
- Croisades
- Ferroviaires
- Disney

Le 4 janvier (4e jour de l'année) en sport.

## Événements

### XIXesiècle
- 1879 :
  - (Cricket) : l’Australie s’impose face à l’Angleterre à Melbourne par 10 wickets.
- 1882 :
  - (Cricket) : premier des quatre test matchs de la tournée australienne de l’équipe anglaise de cricket. Match nul entre l’Australie et l’Angleterre.

### XXesièclede1951à2000
- 2000 :
  - (Tennis) : Martina Hingis et Andre Agassi sont officiellement champions du monde de tennis, titre attribué par la Fédération internationale de tennis.

### XXIesiècle
- 2007 :
  - (Saut à ski) : le Norvégien Anders Jacobsen remporte la Tournée des quatre tremplins.
- 2015 :
  - (Rallye-raid) : départ du 36e Rallye Dakar.
- 2017 :
  - (Cyclisme) : déjà détenteur du record de l'heure, à 105 ans, Robert Marchand établit un nouveau record de l'heure à vélo en parcourant 22,547 km. L'UCI a spécialement créé la catégorie Masters des plus de 100 ans pour lui[1].
- 2024 :
  - (Water-polo /Euro masculin) : début de la 36e édition du Championnat d'Europe masculin de water-polo qui se déroule en Croatie et se terminera le 16 janvier 2024.

## Naissances

### XIXesiècle
- 1866 :
  - Ernest Mangnall, footballeur puis entraîneur anglais. († 13 janvier 1932).
- 1872 :
  - Albert Tyler, athlète de sauts américain. Médaillé d'argent de la perche aux Jeux d'Athènes 1896. († 25 juillet 1945).
- 1874 :
  - George Adee, joueur de tennis puis dirigeant sportif américain. Président de l'USTA de 1916 à 1919. († 31 juillet 1948).
- 1877 :
  - Otto Herschmann, nageur et sabreur autrichien. Médaillé d'argent du 100 m nage libre aux Jeux d'Athènes 1896 puis médaillé d'argent du sabre par équipes aux Jeux de Stockholm 1912. († 14 juin 1942).
- 1887 :
  - Giorgio Zampori, gymnaste italien. Champion olympique du concours par équipes aux Jeux de Stockholm 1912, champion olympique du concours individuel et par équipes aux Jeux d'Anvers 1920 puis champion olympique du concours par équipes puis médaillé de bronze des barres parallèles aux Jeux de Paris 1924. Champion du monde de gymnastique artistique des barres parallèles 1911 puis champion du monde de gymnastique artistique du cheval d'arçon, des anneaux et des barres parallèles 1913. († 7 décembre 1965).
- 1900 :
  - James Connolly, athlète de demi-fond américain. Médaillé de bronze du 3 000m par équipes aux Jeux de Paris 1924. († 30 septembre 1940).

### XXesièclede1901à1950
- 1909 :
  - Roger Rolhion, footballeur puis entraîneur français. (4 sélections en équipe de France). († 30 novembre 1977).
- 1911 :
  - Gavriil Kachalin, footballeur puis entraîneur soviétique puis russe. Sélectionneur de l'équipe de l'Union soviétique. Champion olympique aux Jeux de Melbourne 1956. Champion d'Europe de football 1960. († 23 mai 1995).
- 1922 :
  - Marceau Somerlinck, footballeur français. († 9 novembre 2005).
- 1925 :
  - Veikko Hakulinen, fondeur finlandais. Champion olympique du 50 km aux Jeux d'Oslo 1952, du 30 km puis médaillé d'argent du 50 km et du relais 4 × 10 km aux Jeux de Cortina d'Ampezzo 1956, champion olympique du relais 4 × 10 km puis médaillé d'argent du 50 km et de bronze du 15 km aux Jeux de Squaw Valley. Champion du monde de ski nordique du 15 km et du relais 4 × 10 km en ski de fond 1954, Champion du monde de ski nordique du 15 km en ski de fond 1958. († 24 octobre 2003).
- 1930 :
  - Don Shula, joueur puis entraîneur de foot U.S. américain. († 4 mai 2020).
- 1931 :
  - Coşkun Özarı, footballeur puis entraîneur turc. (5 sélections en équipe de Turquie). Sélectionneur de l'équipe de Turquie de 1972 à 1976, de 1982 à 1984 et de 1985 à 1986. († 22 juin 2011).
- 1935 :
  - Walter Mahlendorf, athlète de sprint allemand. Champion olympique du relais 4 × 100 m aux Jeux de Rome 1960. Champion d'Europe d'athlétisme du relais 4 × 100 m 1958.
  - Floyd Patterson, boxeur américain. Champion olympique des -75 kg aux Jeux d'Helsinki 1952. Champion du monde poids lourds de 1956 à 1959 et de 1960 à 1962. († 11 mai 2006).
- 1937 :
  - Mick O'Connell, footballeur gaélique irlandais.
- 1938 :
  - Edward Southern, athlète de haies américain. Médaillé d'argent du 400 m haies aux Jeux de Melbourne 1956. († 17 mai 2023).
- 1939 :
  - Joseph Bonnel, footballeur puis entraîneur français. (25 sélections en équipe de France). († 13 février 2018).
- 1940 :
  - Léon Semmeling, footballeur belge. († 14 mars 2024).
- 1944 :
  - Alan Sutherland, joueur de rugby à XV néo-zélandais. (10 sélections en équipe de Nouvelle-Zélande). († 4 mai 2020).
- 1947 :
  - Rodger Brulotte, commentateur et chroniqueur de baseball canadien.
- 1949 :
  - Mick Mills, footballeur anglais. Vainqueur de la Coupe UEFA 1981. (42 sélections en équipe d'Angleterre).

### XXesièclede1951à2000
- 1951 :
  - Barbara Ann Cochran, skieuse alpine américaine. Championne olympique du slalom aux Jeux de Sapporo 1972.
  - Robert Morse, basketteur américain. Vainqueur des Coupe des clubs Champions 1973, 1975 et 1976 puis de la Coupe Saporta 1980.
- 1953 :
  - Norberto Alonso, footballeur argentin. Champion du monde de football 1978. Vainqueur de la Copa Libertadores 1986. (15 sélections en équipe d'Argentine).
- 1957 :
  - Joël Bats, footballeur puis entraîneur français. Champion d'Europe de football 1984. (50 sélections en équipe de France).
- 1961 :
  - Sidney Green, basketteur américain.
- 1962 :
  - Walter Nosiglia, pilote de rallye-raid en quad bolivien.
  - Jay Tibbs, joueur de baseball américain.
- 1964 :
  - Susan Devoy, joueur de squash néo-zélandaise. Championne du monde de squash féminin individuelle 1985, 1987, 1990 et 1992. Victorieuse des British Open 1984, 1985, 1986, 1987, 1988, 1989, 1990 et 1992.
  - Alexandre Fadeïev, patineur artistique individuel soviétique puis russe. Champion du monde de patinage artistique 1985. Champion d'Europe de patinage artistique 1984, 1987, 1988 et 1989.
- 1965 :
  - Guy Forget, joueur de tennis puis dirigeant et consultant TV français. Vainqueur de la coupe Davis 1991 et 1996. Capitaine de l'Équipe de France de Coupe Davis de 1999 à 2012, victorieuse en 2001 et de l'Équipe de France de Fed Cup de 1999 à 2004, victorieuse en 2003.
- 1967 :
  - David Toms, golfeur américain. Vainqueur du tournoi de USPGA 2001.
- 1969 :
  - Marla Runyan, athlète de demi-fond et athlète handisport américaine. Championne paralympique du 100m, 200m, 400m et de la hauteur aux Jeux de Barcelone 1992.
- 1971 :
  - Richie Hearn, pilote automobile américain.
- 1973 :
  - Unai Basurko, navigateur espagnol.
- 1977 :
  - Jonathan Cochet, pilote de course automobile français.
  - David Millar, cycliste sur route écossais. Vainqueur du Tour du Danemark 2001.
- 1978 :
  - Dominik Hrbatý, joueur de tennis slovaque.
  - Karine Ruby, snowboardeuse française. Championne olympique du slalom géant parallèle aux Jeux de Nagano 1998 et médaillée d'argent du slalom géant parallèle aux Jeux de Salt Lake City. Championne du monde de snowboard du slalom géant parallèle 1996, championne du monde de snowboard du cross 1997, championne du monde de snowboard du slalom géant, du cross et du slalom parallèle 2001 et championne du monde de snowboard du cross 2003. († 29 mai 2009).
- 1980 :
  - Guillaume August, joueur de rugby à XV français.
  - Antoine Cornic, navigateur français.
  - Tristan Gommendy, pilote de courses automobile français.
  - Yaroslav Popovych, cycliste sur route ukrainien. Vainqueur du Tour de Catalogne 2005.
- 1981 :
  - Sabrina Viguier, footballeuse puis entraîneuse française. Victorieuse des Ligue des champions féminine 2011 et 2012. (93 sélections en équipe de France).
- 1982 :
  - Lucie Škrobáková, athlète de haies tchèque.
- 1983 :
  - Will Bynum, basketteur américain.
  - Andy Kyriacou, joueur anglais de rugby à XV.
- 1984 :
  - Jiří Hudler, hockeyeur sur glace tchèque.
  - Vincent Noutary, joueur de rugby à XV français.
- 1985 :
  - Jonas Borring, footballeur danois. (8 sélections en équipe du Danemark).
  - Gökhan Gönül, footballeur turc. (66 sélections en équipe de Turquie).
  - Kari Aalvik Grimsbø, handballeuse norvégienne. Championne olympique aux Jeux de Pékin 2008 et Jeux de Londres 2012 puis médaillée de bronze aux Jeux de Rio 2016. Championne du monde de handball féminin 2011 et 2015. Championne d'Europe de handball féminin 2006, 2008, 2010, 2014 et 2016. Victorieuse des Ligues des champions féminine 2017, 2018 et 2019. (173 sélections en équipe de Norvège).
  - Al Jefferson, basketteur américain.
  - Leo Mansell, pilote de courses automobile britannique.
  - Fernando Rees, pilote de courses automobile brésilien.
  - Antar Zerguelaïne, athlète de demi-fond algérien.
- 1986 :
  - Younès Kaboul, footballeur franco-marocain. (5 sélections en équipe de France).
  - Russell Martin, footballeur écossais. (21 sélections en équipe d'Écosse).
  - James Milner, footballeur anglais. (61 sélections en équipe d'Angleterre).
  - Hsieh Su-wei, joueuse de tennis taïwanaise.
- 1987 :
  - Marissa Coleman, basketteuse américaine.
  - Pierre-Luc Périchon, cycliste sur route français.
  - Przemysław Tytoń, footballeur polonais. (14 sélections en équipe de Pologne).
- 1988 :
  - Julie Dazet, handballeuse française. (2 sélections en équipe de France).
  - Elin Eldebrink, basketteuse suédoise. (60 sélections en équipe de Suède).
  - Barbara Lazović, handballeuse slovène. (57 sélections en équipe de Slovénie).
- 1990 :
  - Peter de Cruz, curleur suisse. Médaillé de bronze aux Jeux de Pyeongchang 2018.
  - Elmi Jumari, coureur cycliste malaisien.
  - Iosu Goñi Leoz, handballeur espagnol. Champion d'Europe masculin de handball 2018 et 2020. (59 sélections en équipe d'Espagne).
  - Toni Kroos, footballeur allemand. Champion du monde de football 2014. Vainqueur des Ligues des champions 2013, 2016, 2017, 2018 et 2022. (106 sélections en équipe d'Allemagne).
  - Augustine Pulu, joueur de rugby à XV néo-zélandais puis tongien. (2 sélections avec l'équipe de Nouvelle-Zélande et 5 avec celle des Tonga).
  - Mohamed Sfar, handballeur tunisien.
- 1991 :
  - Adrien van Beveren, pilote de motocross de rallye-raid et d'enduro français. Vainqueur des Enduros du Touquet 2014, 2015 et 2016.
  - Younès Kadri, footballeur algérien.
- 1992 :
  - Kris Bryant, joueur de baseball américain.
  - Julian Emonet, handballeur français.
  - Alexander N'Doumbou, footballeur gabonais puis chinois. (10 sélections avec l'équipe du Gabon).
  - Quincy Promes, footballeur néerlandais. (50 sélections en équipe des Pays-Bas).
- 1993 :
  - James Michael McAdoo, basketteur américain.
- 1994 :
  - Viktor Axelsen, joueur de badminton danois. Médaillé de bronze en individuel aux Jeux de Rio 2016 puis champion olympique en simple aux Jeux de Tokyo 2020. Champion du monde de badminton en individuel 2017 et 2022. Champion d'Europe de badminton en individuel 2016.
  - Liam Broady, joueur de tennis britannique.
- 1995 :
  - Emily Clark, hockeyeuse sur glace canadienne. Médaillée d'argent aux Jeux de Pyeongchang 2018 puis championne olympique aux Jeux de Pékin 2022. Championne du monde féminin de hockey sur glace 2021.
  - Sarah Nurse, hockeyeuse sur glace canadienne. Médaillée d'argent aux Jeux de Pyeongchang 2018 puis championne olympique aux Jeux de Pékin 2022. Championne du monde féminin de hockey sur glace 2021 et 2022.
- 1996 :
  - Dillon Lewis, joueur de rugby à XV gallois. Vainqueur du Grand Chelem 2019. (54 sélections en équipe du pays de Galles).
  - Jasmine Paolini, joueuse de tennis italienne. Championne olympique du double aux Jeux de Paris 2024.
- 1997 :
  - Mohamed Al Shamsi, footballeur émirati. (5 sélections en équipe des Émirats arabes unis).
  - Collin Sexton, basketteur américain.
  - Ante Žižić, basketteur croate.
  - Gino Mäder, cycliste sur route suisse. († 16 juin 2023).
- 1998 :
  - Krystian Bielik, footballeur polonais. (11 sélections en équipe de Pologne).
  - Martin Frese, footballeur danois.
- 1999 :
  - Julius Lindberg, footballeur suédois.
  - Ian Tarrafeta, handballeur espagnol. Médaillé de bronze aux Jeux de Paris 2024. (54 sélections en équipe d'Espagne).
- 2000 :
  - Max Aarons, footballeur anglais.

### XXIesiècle
- 2001 :
  - Odilon Kossounou, footballeur ivoirien. (18 sélections en équipe de Côte d'Ivoire).
  - Frederik Winther, footballeur danois.
- 2002 :
  - Leon Belcar, footballeur croate.
- 2004 :
  - Victor Wembanyama, basketteur français. (4 sélections en équipe de France).
- 2006 :
  - Marc Guiu, footballeur espagnol.

## Décès

### XXesièclede1901à1950
- 1942 :
  - Mel Sheppard, 58 ans, athlète de demi-fond américain. Champion olympique du 800 m, du 1 500 m et du relais olympique aux Jeux de Londres 1908 puis champion olympique du relais 4 × 400 m et médaillé d'argent du 800 m aux Jeux de Stockholm 1912. (° 5 septembre 1883).
- 1944 :
  - Charles Jarrott, 66 ans, pilote de courses automobile britannique. (° 26 mars 1877).
  - Sam Lee, 72 ans, joueur de rugby à XV irlandais. Vainqueur des tournois britanniques de rugby à XV 1894 et 1896. (19 sélections en équipe d'Irlande). (° 26 septembre 1871).

### XXesièclede1951à2000
- 1959 :
  - Jock Simpson, 73 ans, footballeur anglais. (8 sélections en équipe d'Angleterre). (° 25 décembre 1885).
- 1968 :
  - Armando Castellazzi, 63 ans, footballeur puis entraîneur italien. Champion du monde de football 1934. (3 sélections en équipe d'Italie). (° 7 octobre 1904).
- 1997 :
  - Hédi Berrekhissa, 24 ans, footballeur tunisien. Vainqueur de la Coupe des clubs champions 1994. (26 sélections en équipe de Tunisie). (° 28 juin 1972).

### XXIesiècle
- 2005 :
  - Paul Darragh, 51 ans, cavalier de saut d'obstacles irlandais. (° 28 avril 1953).
  - Bud Poile, 80 ans, hockeyeur sur glace puis entraineur et dirigeant canadien. (° 10 février 1924).
- 2007 :
  - Sandro Salvadore, 67 ans, footballeur italien. Champion d'Europe de football 1968. (36 sélections en équipe d'Italie). (° 29 novembre 1939).
- 2008 :
  - Romeiro, 74 ans, footballeur brésilien. (2 sélections en équipe du Brésil). (° 3 juillet 1933).
  - Vyacheslav Ambartsumyan, 67 ans, footballeur soviétique puis russe. (2 sélections avec l'équipe d'Union soviétique). (° 22 juin 1940).
- 2009 :
  - Lei Clijsters, 52 ans, footballeur puis entraîneur belge. Vainqueur de la Coupe d'Europe des vainqueurs de coupe 1988. (40 sélections en équipe de Belgique). (° 29 novembre 1956).
- 2011 :
  - Coen Moulijn, 73 ans, footballeur néerlandais. Vainqueur de la Coupe des clubs champions 1970. (38 sélections en équipe des Pays-Bas). (° 15 février 1937).
- 2012 :
  - Xaver Unsinn, 82 ans, hockeyeur sur glace puis entraîneur allemand. Entraîneur de l'équipe d'Allemagne médaillé de bronze aux Jeux d'Innsbruck 1976. (72 sélections en équipe d'Allemagne). (° 29 novembre 1929).
- 2013 :
  - Derek Kevan, 77 ans, footballeur anglais. (14 sélections en équipe d'Angleterre). (° 6 mars 1935).
  - Lassaad Ouertani, 32 ans, footballeur tunisien. (1 sélection en équipe de Tunisie). (° 2 mai 1980).
- 2017 :
  - Milt Schmidt, 98 ans, hockeyeur sur glace puis entraîneur et dirigeant sportif canadien. (° 5 mars 1918).
- 2018 :
  - Naby Camara, 66 ans, footballeur puis entraîneur guinéen. (° ? 1951).